# Chronologia Gothica
Chronologia Gothica Harmonica et Historica (eller blot Chronologia Gothica) er et historisk værk over hele Nordens historie fra “de ældste tider” op til forfatterens samtid i det sene 1600-tal. Værket er forfattet af den lærde sognepræst Frands Mikkelsen Vogelius (1640 - 1702) og er udarbejdet på grundlag af hans udbredte kendskab til historiske kildeskrifter.
Foruden sine egne værker stod Vogelius også bag en lang række danske oversættelser af Herodots, Thukydids, Diodors og Xenofons historiske værker. Disse værker har formentligt dannet inspiration for Vogelius' udarbejdelse af Chronologia Gothica.
Ligesom samtlige af Vogelius' øvrige værker blev Chronologia Gothica aldrig udgivet og er nu at finde på Det Kongelige Bibliotek.